# Тласкала (бивша држава)
Тлашкала је била средњоамеричка држава, савременик државе Астека. Постојала је од 14. века до 1520. године, када је ушла у савез са Шпанцима. Астеци нису покорили Тлашкалу, али су са Тлашкалом водили константан ритуални сукоб, познат као "цветни рат", којем је био циљ хватање непријатељских војника који би послужили у сврху жртвовања. Тлашкалом је владао савет састављен од 50 до 200 званичника, а држава је представљала конфедерацију четири под-државе. У време шпанског освајања, Тлашкаланци су постали савезници Шпанаца и заједно са њима учествовали у рушењу Астечког царства. Због ове помоћи Шпанцима, Тлашкала је и у шпанском колонијалном Мексику имала привилегован статус, а Тлашкаланци су помогли Шпанцима и у освајању Гватемале. Међутим, током времена се број домородачког становништва Тлашкале знатно смањио због епидемија и емиграције.